# Podział administracyjny Mjanmy

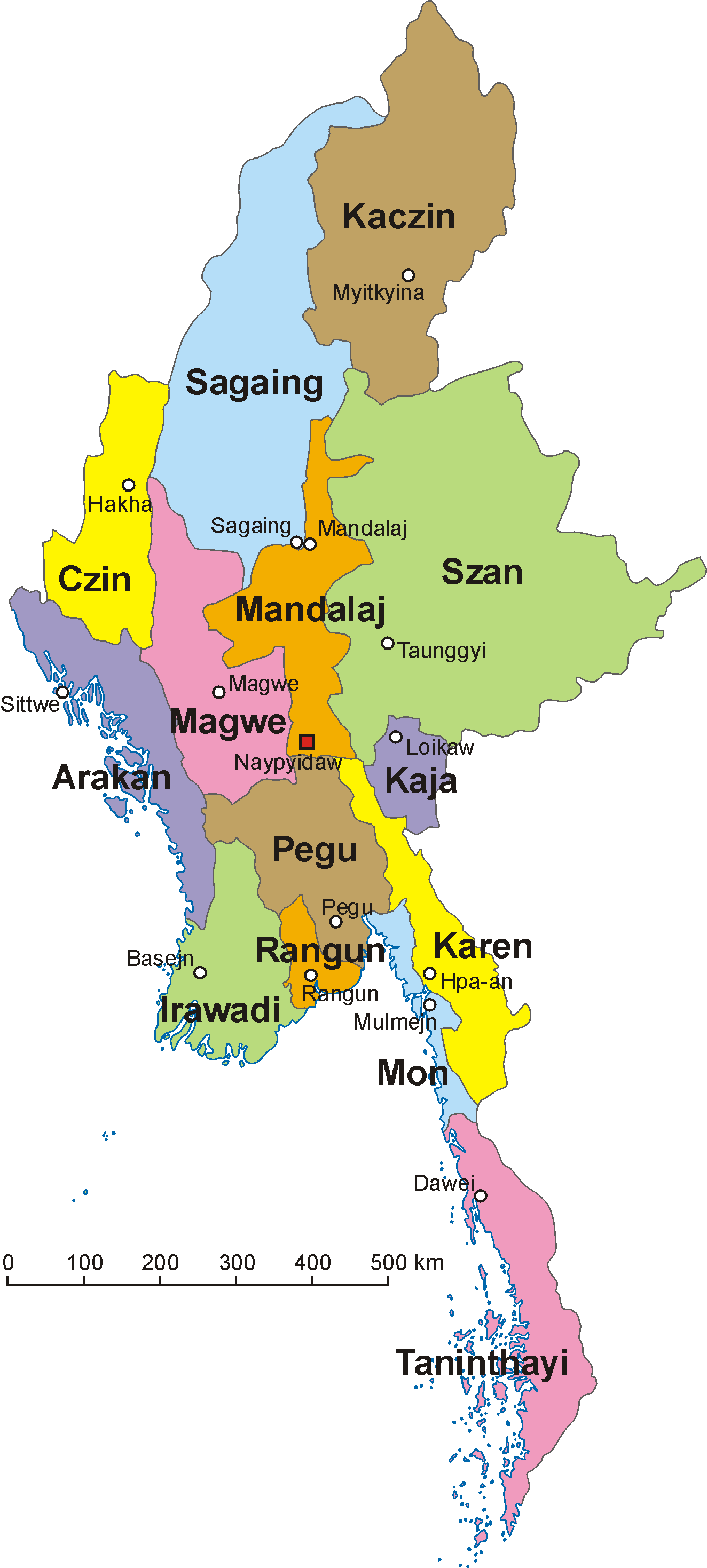
Podział administracyjny Mjanmy

Mjanma (Birma) pod względem administracyjnym dzieli się na 7 stanów i 7 prowincji. Prowincje utworzono na terenach zamieszkanych w większości przez Birmańczyków, stany natomiast na terenach zamieszkanych przez mniejszości narodowe. Poza nazwą stany i prowincje nie różnią się niczym pod względem administracyjnym (stany nie posiadają żadnej autonomii).
Stany Mjanmy:
- Arakan (birm.: Yakaing Pyine, ang.: Rakhaing State (dawniej: Arakan State))
- Czin (birm.: Kyin Pyine, ang.: Chin State)
- Kaczin (birm.: Kagyin Pyine, ang.: Kachin State)
- Kaja (birm.: Kaya Pyine, ang.: Kayah State)
- Karen (birm.: Kayin Pyine, ang.: Kayin State (dawniej: Karen State))
- Mon (birm.: Mwan Pyine, ang.: Mon State)
- Szan (birm.: Shan Pyine, ang.: Shan State)

Prowincje Mjanmy:
- Irawadi (birm.: Eyawadi Taing, ang.: Ayeyarwady Division (dawniej: Irrawaddy Division))
- Magwe (birm.: Magwe Taing, ang.: Magwe Division (dawniej: Magway Division))
- Mandalaj (birm.: Mantale Taing, ang.: Mandalay Division)
- Pegu (birm.: Pègu Taing, ang.: Bago Division (dawniej: Pegu Division))
- Rangun (birm.: Yangon Taing, ang.: Yangon Division (dawniej: Rangoon Division)
- Sikong (birm.: Sikong Taing, ang.: Sagaing Division)
- Taninthayi (birm.: Taninthayi Taing, ang.: Tanintharyi Division (dawniej: Tenasserim Division))

 Terytoria związkowe Mjanmy:
- Terytorium związkowe Naypyidaw (birm.: naypyitaw pyi taung hcu naalmyay ang.: Naypyidaw Union Territory)